# Cestrum ehrenbergii
Cestrum ehrenbergii là loài thực vật có hoa trong họ Cà. Loài này được Schltdl. ex Dunal mô tả khoa học đầu tiên năm 1852.